# Seznam slovenskih izvajalcev rapa
Seznam slovenskih izvajalcev rapa.

## 0-9
- 6 Pack Čukur
- 5.Element
- 9ka
- 2ka
- 3K

## A
- AlkoMoBB
- Amo
- Atila
- Alyo
- Alen
- Ali En (glej Dalaj Eegol)
- A.K- Anza-Axel
- Arne Međedović - Arne

## B
- B.D.M
- Beez
- Bexx
- Beks
- Brodi
- BMD
- Burke
- Bronxtarz
- Barski spomeniki
- Balau
- BNZ
- Bechi
- Boogey Boo
- Boris
- Badale
- BiZiJ
- Marko Bratuš-Smaal Tokk
- Bušman MC
- Boki
- Bsnc

## C
- ccc
- Chaos
- Chorchyp
- Cazzafura
- C-Dogg (https://reverbnation.com/Cthareal)
- Corpus delicti
- Challe Salle (Saša Petrović)
- Cheba
- chilgeM
- Cyam
- CDW

## D
- Dalaj Eegol
- Dandrough[1]
- Dantes
- Darko Nikolovski
- Don Pezzanno
- Doša
- Da II Deuce
- Drill
- Dpek
- DNA
- Dabl F
- Drobižek
- Dantes
- David
- Damzz95
- Duly
- Dwon

## E
- Echobe
- Emkej
- Eyeceeou
- Ezy-G
- eXtreme
- Emka
- El Jasko
- El Makedoner
- Eko
- Ezra

## F
- Fvntxm
- Flamie
- F.B.
- Faaker
- Fudo Fudex

## G
- GDM (Gokodaman)
- Genxta Gregi
- Gero
- Ghet
- Glok
- Gotti[2]
- Gottschee Project
- Gramatik
- Gramino[3]
- Grill
- GTF
- GZ
- Gordo

## H
- Haiku Garden
- Hugo
- Hodža
- Hadec
- Havi

## I
- I.Vanish
- Ivč
- Izbrani
- Izbrisana
- Ironic Tronic
- Izič
- Iaria

## K
- Kai Virtual[4]
- Klemen Klemen
- Kralj Meteorit
- Kalskee
- Kibi
- Kemik Alija
- KingAP
- Kizo
- kiky
- Kosta
- Kocka
- Kurto A.J
- Knez Stipe
- Kr-En
- Krof
- Kaos Effect
- Kox
- Kuna

## L
- Ljubljansfinest
- La Bagra
- Laganee-LGS
- Last one
- Ledeni
- Leopold I. (Michael Leopold)
- Liil Leah
- Lil Bini
- Lirikalni lovci
- Locky
- Luknje v sistemu
- Luks
- Lupo MC

## J
- JaCKoMo
- Jacuzzy Krall
- Joe Joe (o'reiley)
- JML COCE
- JanČ
- Jović
- Jože Gorišek

## M
- Markan
- Megi
- Mike
- Mirko Grozny
- Mrigo
- Medz'l
- Molestor
- Minnite
- Mito
- Mulac
- Moohy
- MCCM
- Mostiščar
- Manche
- Mleki
- Mlin
- Murat & Jose, MIRKO-FLEKAŠ. MC-BELMONDO, Mrkeči, ML
- Mega

## N
- NaykEX
- N'toko
- Nany D Bjoc
- Ne$$
- Nedotakljivi
- Neeko
- Night(M)
- Nushy
- Nemir
- Nekromant
- Nikolovski
- Nipke
- Noah 69W
- Nomark

## O
- Out-lot[5]
- Oet

## P
- Pasji Kartel
- Psihobrata
- Paj
- Pižama
- Povšo / Povshizzle
- Piro
- Pifka
- Puntar
- Plan B
- Pupi
- Palijo
- Pifo
- Polly
- Pez
- PAT
- Polifonija
- Princip
- Patric Puntar - 3K

## R
- R.I.C.
- RIP
- Rap Virus
- RecycleMan
- Reta - Ringe
- Radić
- Rot
- R-K$NG
- Ružno Pače
- RKA

## S
- Sahareya[6]
- Samo Boris
- Scorpio
- Shorti
- Siriuz
- Skova
- Slick
- Slon in Sadež
- Svenson
- Sole
- Stekli psi
- Stereolog
- Svegerji
- Selman
- Shwepo
- Shorti
- SpetNC
- Smayo
- Sharks
- Same žvadi
- Sandi MVP

## Š
- Šešmajster
- ŠmajsačBELI
- Špil ligni

## T
- Tadee
- Tadi Tada
- Tango & Keš-Teox
- Tekochee kru
- Tim Tekavec
- Triiiple
- T-Set
- The Dogz
- Terapija
- Trkaj (Rok Terkaj)
- Tropski (Tilen Guzelj)
- TimPs

## U
- U-Kan
- Unknown
- UM

## V
- Valterrap
- Vazz
- Vuki vuk

## Z
- Ziebane
- Zinedin O.
- Zlatko
- Zrak
- Zofa Lipa
- ZEK

## Ž
- Žana
- Žena

## W
- Woo-Doo
- Wera

## X
- XaraoH

## Y
- Ycore